# Saint-Denis-du-Béhélan
 Saint-Denis-du-Béhélan  là một xã của tỉnh Eure, thuộc vùng Normandie, miền bắc nước Pháp.